# Doryfera johannae
Doryfera johannae là một loài chim trong họ Chim ruồi.